# Gare de Pontivy
Gare de Pontivy – stacja kolejowa w Pontivy, w departamencie Morbihan, w regionie Bretania, we Francji. 
Została otwarta w 1864 roku przez Compagnie du chemin de fer de Paris à Orléans (PO). Jest zarządzana przez SNCF (budynek dworca) i przez RFF (infrastruktura). Znajduje się na linii z Auray i Saint-Brieuc.
Stacja jest obsługiwana przez pociągi TER Bretagne. 

## Linie kolejowe
- Auray – Pontivy
- Saint-Brieuc – Pontivy